# Шайноха, Владислав

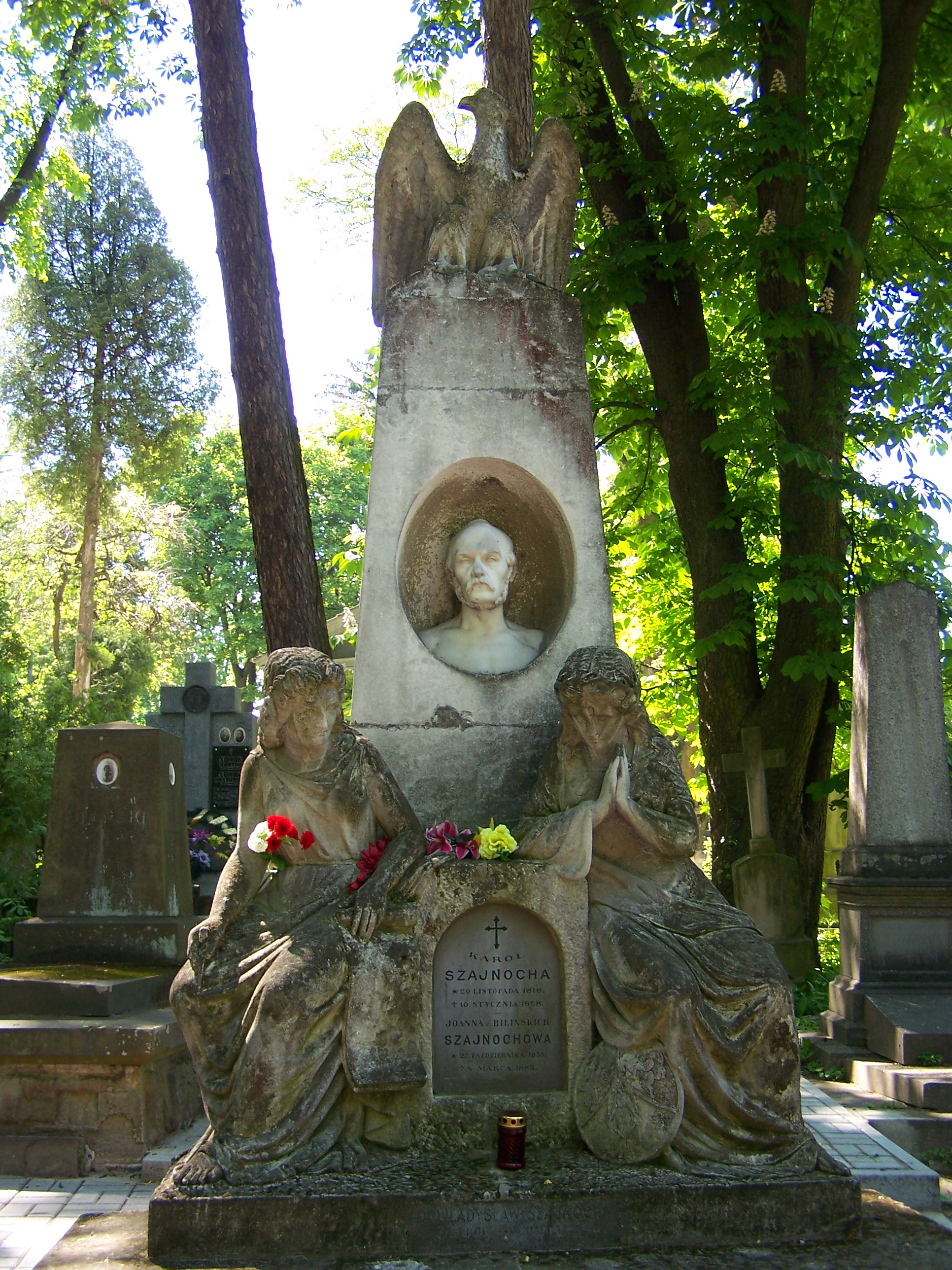
Памятник на могиле семьи Шайноха: Кароля, его жены и сына Владислава

Владислав Шайноха (пол. Władysław Szajnocha; 28 июня 1857, Львов — 1 августа 1928, Явоже в Силезии) — польский ученый-геолог и палеонтолог, создатель монументального «Геологического атласа Галиции», один из основателей Польского геологического общества и его первый президент (1920). Ректор Ягеллонского университета (1911—1912 и 1916—1917).

## Биография
Родился в семье известного польского историка чешского происхождения Карла (Кароля) Шайнохи.
В 1876—1880 годы обучался в политехникуме и университете в Вене, ученик австрийского геолога Э. Зюсса и антрополога М. Неймайра. С 1880 г. — доктор философии. Затем работал в Венском геологическом институте.
В 1882 г. прошел процедуру хабилитации в Ягеллонском университете. В 1885 году переехал в Краков, где стал профессором Ягеллонского университета, с 1886 года — директор «Геологического кабинета», а позже декан геологического факультета краковского университета, которым руководил на протяжении 42 лет.
Профессор В. Шайнохa много путешествовал и охотно писал о своих поездках и путешествиях в Норвегию, Швецию, Австрию, Туркестан (где участвовал в поисках нефти). Особое внимание В. Шайноха уделял Татрам.
С 1895 года — член Академии знаний. Дважды в 1911—1912 и 1916—1917 учебных годах избирался ректором Ягеллонского университета.
Похоронен рядом с родителями в семейном склепе на львовском Лычаковском кладбище.

## Научная работа
Первые работы В. Шайнохи были в области палеонтологии. Известный геолог. Совершил ряд научных поездок по Швейцарии, Италии, Румынии и Германии, принимал участие в изыскательских работах в Галиции.
Автор более 90 научных работ и статей в области геологии, палеонтологии, истории геологии и горного дела. Многие его работы касаются, главным образом, геологии Польши, хотя им опубликован ряд трудов более общего характера: «Pochodzenie karpackiego oleju skalnego» (1899), «Powietrze jako czynnik geologiczny» (1900), «Jak wymieraj organizmy» (1905) и др.
Монументальным трудом В. Шайнохи стал «Геологический атлас Галиции», который издавался на протяжении ряда лет Академии знаний по его инициативе. Этот труд содержит 104 карты, он стал основой для всех последующих геологических съемок и работ в Карпатах.

## Избранные научные труды
- Budowa geologiczna źródłowisk Olzy koło Istebny na Śląsku Cieszyńskim
- Płody kopalne Galicyi: ich występowanie i zużytkowanie. Cz. 1, Węgle kamienne, węgle brunatne, rudy żelazne, rudy ołowiane, rudy cynkowe, siarka
- Płody kopalne Galicyi: ich występowanie i zużytkowanie. Cz. 2, Sole potasowe, kopalnie i warzelnie soli, wosk ziemny
- Polskie ministerstwo górnictwa
- Przyszłość polskiego górnictwa
- Szczawy Karpat Wschodnich: z mapką orjentacyjna
- Źródła mineralne Galicyi: pogląd na ich rozpołożenie, skład chemiczny i powstawanie : (z tablicami porównawczemi)
- Czterdzieści lat istnienia Towarzystwa Tatrzańskiego w Krakowie: 1873—1913
- Czterdziestolecie Gabinetu Geologicznego Uniwersytetu Jagiellońskiego (1886—1925)=Das Geologische Universitäts-Institut in Krakau in den vierzig Jahren seines bestandes
- Z Turkestanu. Kilka wrażeń z krótkiej podróży